# Franz Proche
Franz Proche (Doberney, Bohèmia, 1796 - idm. després de 1846) fou un compositor txec.
Després de fer els estudis musicals i literaris, entrà com a passant d'un col·legi on hi va romandre durant quinze anys; després se situà com a professor a casa d'un baró que l'obligava a treballar catorze i quinze hores diàries; posteriorment s'establí en un petit poble, en el que va viure quinze anys, i, per fi, anà a viure a Breslau (avui Wroclaw), on donant lliçons amb prou feines treia el suficient per a poder viure miserablement.
Artista de talent i amb verdadera vocació, la precària situació en què es va trobar sempre l'impedí donar la verdadera mesura del seu enginy, però així i tot, deixà diversos lieder, variacions per a piano i composicions orquestrals d'una rar originalitat i elegància, encara que aquestes últimes restaren manuscrites.